# Universidad de Kōbe
La 'Universidad de Kobe (神戸大学; Kōbe Daigaku, abreviado como 神大 Shindai) en Kōbe, Hyogo, Japón, es una universidad nacional de Japón. Fue establecida en 1949, pero sus orígenes académicos se remontan al establecimiento de la Escuela Superior de Comercio de Kobe en 1902, que más tarde sería renombrada como Universidad de Comercio de Kobe y Universidad de Economía de Kobe. La Universidad de Kobe comprende 14 escuelas de estudios de posgrado y 11 facultades de grado o licenciatura. Cuenta con alrededor de 16 000 estudiantes matriculados en estudios de grado o posgrado, y 3300 miembros de personal, incluyendo profesores, profesores asociados y encargados de administración. En el año 2011, contaba con un total de 1108 estudiantes extranjeros.
En el año 2010, la Universidad de Kobe se posicionó como la 10.ª mejor de Japón en el ranking "Truly Strong Universities" de Toyo Keizai, y 11.ª según el ranking de la escuela Kawaijuku. En el 2010 QS World University Rankings, se posicionó como la 234.ª mejor universidad del mundo, y la 26ª mejor en el QS Asian University Ranking. De acuerdo a los ranking de 2010 del Weekly Economist's, los estudiantes graduados de la Universidad de Kobe ocupan la posición 18.ª en la mejor tasa de empleo en las 400 mayores empresas de Japón. El salario medio de los alumnos de la universidad es el 10º más alto de Japón según PRESIDENT.

## Alumnos
- académique
  - Masato Sagawa, Investigador de imanes de neodimio, Queen Elizabeth Prize for Engineering 2022
  - Shinya Yamanaka, Descubrimiento e invención de la reprogramación celular, Premio Nobel de Fisiología o Medicina 2012